# Рибут (фикција)
У серијској фикцији, термин „рибут” означава нови почетак успостављеног измишљеног универзума, дела или серије. Рибут одбацује континуитет да би поново створио своје ликове, радне линије и прошлост од почетка. Описан је као начин за „ребрендирање” или „поновно покретање свемира забаве који је већ успостављен”.